# 카페 마키아토

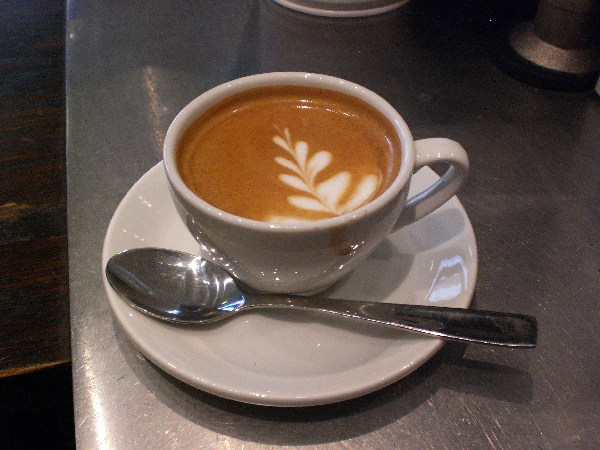
나뭇잎 모양을 낸 카페 마키아토

카페 마키아토(caffè macchiato) 또는 에스프레소 마키아토(espresso macchiato)는 에스프레소 한 잔에 거품을 낸 뜨거운 우유를 소량 넣어 만든 음료다. "마키아토"란 원래 이탈리아어로 "얼룩진", "표시한"이란 뜻으로, 카페 마키아토는 "우유로 모양을 낸 에스프레소"를 뜻한다. 본래는 에스프레소에 한 스푼 정도의 우유를 넣어 만들지만, 경우에 따라서는 에스프레소와 우유를 1대 1로 섞어 만들기도 한다.

## 같이 보기
- 라테 마키아토
- 카페 콘 판나